# Hybanthus bigibbosus
Hybanthus bigibbosus är en violväxtart som först beskrevs av A. St.-hil., och fick sitt nu gällande namn av Hassler. Hybanthus bigibbosus ingår i släktet Hybanthus och familjen violväxter. Inga underarter finns listade i Catalogue of Life.